# Puig Penjat (Boadella i les Escaules)
El Puig Penjat és una muntanya de 251 metres que es troba entre els municipis de Boadella i les Escaules i Terrades, a la comarca catalana de l'Alt Empordà.